# نیتروکسیل
نیتروکسیل (به انگلیسی: Nitroxyl) یک ترکیب شیمیایی با شناسه پاب‌کم ۹۴۵ است. نیتروکسیل یا آزانون (نام IUPAC) ترکیب شیمیایی HNO است. این ترکیب به شکل گاز بوده و می‌تواند به شکل کوتاه‌ مدت در حالت میانه داخل فاز محلول تشکیل شود. پایه مشترک، NO−، آنیون نیتروکسید، شکل احیا شده ی نیتریک اکسید (NO) است. انرژی تفکیک اتصال H−NO برابر با 49.5 کیلوکالری بر مول (207 کیلوژول بر مول) است، که برای یک اتصال به اتم هیدروژن به طور غیرمعمول ضعیف است. 
ترکیبات تولید کننده نیتروکسیل که تحت عنوان نیتروزو شناخته می شوند نشان داده اند که می توانند در درمان نارسایی قلبی موثر باشند. تحقیقات همچنان جهت یافتن ترکیبات جدیدی ازین دسته ادامه دارد. 